# Jürgen Fitschen (Manager)

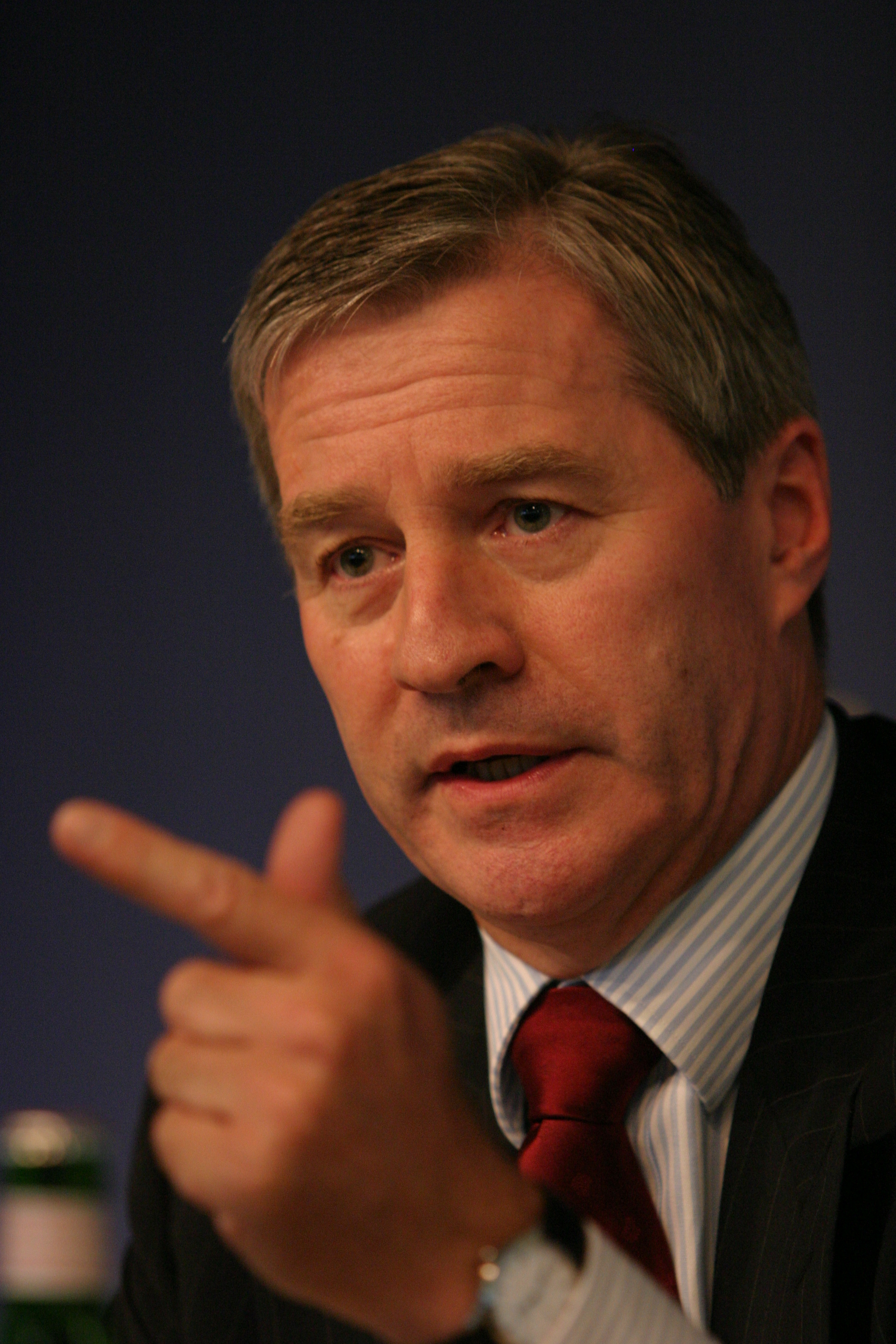
Jürgen Fitschen

Jürgen Fitschen (* 1. September 1948 in Harsefeld) ist ein deutscher Wirtschaftsmanager. Er war von Juni 2012 bis Mai 2016 Co-Vorsitzender des Vorstands der Deutschen Bank AG und von April 2013 bis Anfang 2016 Präsident des Bundesverbandes deutscher Banken.

## Leben und beruflicher Werdegang
Jürgen Fitschen wuchs als Landwirtssohn in Hollenbeck bei Harsefeld auf und machte 1966 am Athenaeum Stade sein Abitur. Nach dem Wehrdienst absolvierte er zunächst eine Ausbildung zum Groß- und Außenhandelskaufmann in Hamburg und studierte dann 1971 bis 1977 Wirtschaftswissenschaften an der dortigen Universität, das Studium schloss er als Diplom-Kaufmann ab.
Ab 1975 war Fitschen bei der Citibank in verschiedenen Positionen, unter anderem im Firmenkundengeschäft, tätig. Bereits 1983 wurde er Mitglied der Geschäftsleitung der Citibank Deutschland und verantwortete ab 1986 das Asien-Geschäft der Bank.
1987 ging Fitschen zur Deutsche Bank AG und arbeitete dort zunächst in Hamburg bei der Tochterfirma Deutsche Bank Asia, wechselte aber noch im selben Jahr für den Mutterkonzern zur Deutschen Bank nach Bangkok und Tokio, wo er nach kurzer Zeit zum General Manager Asia avancierte. Im Jahr 1993 wurde er Bereichsvorstand für das Firmenkundengeschäft mit Sitz in Singapur. 2001 schließlich kehrte er zurück nach Deutschland und wurde in den Konzernvorstand berufen und zuständig für den Bereich Corporate & Investmentbanking.
Als die Deutsche Bank unter Führung von Josef Ackermann im Jahr 2002 den Vorstand umbaute, wurde Fitschen Mitglied des unter dem Vorstand angesiedelten Group Executive Committee, wo er zunächst für das Firmenkundengeschäft und ab 2004 für Regional Management weltweit verantwortlich war und das Management Committee Deutschland leitete. Im Zuge der Erweiterung der Führungsspitze der Bank zum 1. April 2009 rückte Fitschen unter Beibehaltung seiner Funktion wieder in den Vorstand auf.
Am 25. Juli 2011 gab die Deutsche Bank bekannt, dass Jürgen Fitschen gemeinsam mit dem bisherigen Leiter der Abteilung für Investmentbanking, Anshu Jain, ab 1. Juni 2012 den Vorsitz des Vorstandes übernehme und somit beide, als „Doppelspitze“ die Nachfolge von Josef Ackermann antreten.
Am 12. Dezember 2012 wurde gemeldet, dass ein Ermittlungsverfahren gegen Fitschen wegen des Verdachts des Umsatzsteuerbetrugs im Zusammenhang mit der Insolvenz der Kirch-Gruppe eingeleitet worden war. In die öffentliche Kritik geriet Fitschen, als er sich beim hessischen Ministerpräsidenten Volker Bouffier über die in diesem Zusammenhang durchgeführte und nach seiner Ansicht rufschädigende Razzia in der Zentrale der Deutschen Bank beschwerte. Das folgende Gerichtsverfahren endete jedoch mit einem Freispruch für Fitschen und seine vier Mitangeklagten.
Am 7. Juni 2015 gab die Deutsche Bank bekannt, dass Jain und Fitschen ihre bis zum 31. März 2017 befristeten Verträge vorzeitig beenden werden. Während Jain bereits am 30. Juni 2015 ausschied, übte Fitschen auf Bitte des Aufsichtsrats sein Mandat noch bis zum Ende der nächsten Hauptversammlung, d. h. bis zum 19. Mai 2016, aus.
Seitdem fungiert Fitschen als Senior Adviser der Bank für das nationale Firmenkundengeschäft.
Fitschen ist seit März 2022 Gesellschafter der Bidirex GmbH, ein Unternehmen, das überwiegend im Bereich der Elektromobilität und der erneuerbaren Energien tätig ist.

## Aufsichtsrats- und Verwaltungsratsmandate, Ehrenämter
Seit 2008 ist Fitschen Mitglied im Aufsichtsrat der Metro AG, im Verwaltungsrat von Kühne + Nagel und war bis Juni 2012 auch Aufsichtsrat der Schott AG. Er ist im Aufsichtsrat der Ceconomy AG und seit Mai 2018 Aufsichtsratsvorsitzender der Vonovia SE. Ebenfalls 2008 wurde Fitschen als Nachfolger von Eckhard Rohkamm Vorsitzender des Ostasiatischen Vereins, einem der fünf Trägerverbände des Asien-Pazifik-Ausschusses der Deutschen Wirtschaft (APA) und blieb in dieser Funktion bis 2014. Sein Nachfolger wurde Hans-Georg Frey.
Von 2010 bis 2016 gehörte er dem Aufsichtsrat der Stiftung Deutsche Sporthilfe und wechselte danach in den Stiftungsrat.
2013 fungierte er als Gründungsstifter der Stiftung Deutscher Spitzenpferdesport. Fitschen ist selbst Pferdebesitzer und stellt der Springreiterin Janne-Friederike Meyer zahlreiche von ihm erworbene Pferde zur Verfügung. So kaufte er für sie von Ludger Beerbaum 2012 zum Beispiel die Stute Grace mit Blick auf die Olympiade in Rio 2016. Weitere erfolgreiche S-Pferde unter der Reiterin und aus dem Besitz von Jürgen Fitschen sind Goja und Charlotta.
Des Weiteren ist Fitschen Mitglied im Stiftungsrat der Stiftung Wissenschaft und Politik und im Kuratorium des Stifterverbandes.
Vom 15. April 2013 bis Anfang 2016 war Fitschen Präsident des Bundesverbandes deutscher Banken.
Er ist auch Mitglied der Trilateralen Kommission und im Vorstand der Atlantik-Brücke sowie Vorsitzender des Kuratoriums der international renommierten Kronberg Academy Stiftung.